# حسين أحمد أبو عجوة
حسين أحمد أبوعجوة هو عضو القيادة السياسية لحركة المقاومة الإسلامية - حماس ولد في 1 فبراير 1962.ويقطن في حي التفاح بمدينة غزة
يحمل حسين أحمد أبو عجوة بكالوريوس دعوة وأصول دين من الجامعة الإسلامية بالمدينة المنورة وماجستير في الشريعة الإسلامية من كلية دار العلوم بالقاهرة ودكتوراه في الفقه المقارن من جامعة عين شمس بالقاهرة.
عمل أستاذا مساعدا في الفقه وأصوله في قسم الدراسات الإسلامية بجامعة الأقصى في غزة. شغل كذلك منصب رئيس لجنة الإفتاء بجامعة الأقصى بغزة كما كان عضوا بمجلس البحث العلمي بجامعة الأقصى. عمل محاضراً للفقه وأصوله في معهد دار الحديث الشريف بمدينة خان يونس منذ بين 1995 و 2000 كما عمل خطيبا في وزارة الأوقاف والشئون الدينية منذ 1997.
اغتيل في شهر 5 يوليو 2006م علي يد العملاء في فلسطين.